# Dmitrij Chworostowski
Dmitrij Aleksandrowicz Chworostowski (ros. Дмитрий Александрович Хворостовский; ur. 16 października 1962 w Krasnojarsku, zm. 22 listopada 2017 w Londynie) – rosyjski śpiewak operowy, baryton.
Studiował w Konserwatorium w Krasnojarsku u Jekateriny Jofel, tam też debiutował w Operze, w roli Monterone w Rigoletto Verdiego.

Odniósł wiele sukcesów na konkursach, m.in. w 1987 w Moskwie, w 1988 w Tuluzie, w 1989 w Cardiff.

## Życiorys
Na scenach zachodnich zadebiutował w Nicei rolą w Damie pikowej Piotra Czajkowskiego. Wkrótce później zagrał również swoją do dziś najsłynniejszą kreację – Eugeniusza Oniegina (New York Times nazwał go „urodzonym do tej roli”). W 1993 r. wystąpił w Operze Lirycznej w Chicago jako Georges Germont w Traviacie. Grał również hrabiego di Lunę w Trubadurze.
Miał wystąpić w Polsce w Eugeniuszu Onieginie Krzysztofa Warlikowskiego, jednak do tego nie doszło. Warlikowski chciał, aby Oniegin i Leński spędzili razem noc przed pojedynkiem, na co Chworostowski się nie zgodził i zerwał kontrakt.
Występował na czołowych scenach świata, m.in. Metropolitan Opera (debiut 1995), Covent Garden, w Operze Berlińskiej i w La Scali. Pozytywne recenzje zebrał również jego występ w Trubadurze Giuseppe Verdiego na scenie Metropolitan Opera.
Magazyn „People” umieścił go w gronie 50 najpiękniejszych znanych ludzi na świecie. Wystąpił w sesji zdjęciowej dla rosyjskiej edycji magazynu „Vogue”.
Efektem współpracy z Igorem Krutojem jest płyta Déjà vu. Ponadto nagrywał płyty z romansami rosyjskimi, pieśniami wojennymi, poezją oraz lżejszym repertuarem, np. pieśniami neapolitańskimi.
W czerwcu 2015 roku artysta poinformował, że zdiagnozowano u niego guza mózgu. Zawiesił koncerty i poddał się leczeniu. We wrześniu wrócił na scenę Metropolitan Opera jako hrabia di Luna w Trubadurze. 29 października dał koncert z serii „Chworostowski i przyjaciele”, na którym wystąpił z Elīną Garančą. Tradycyjnie, dochód z koncertu został przeznaczony na potrzeby leczenia dzieci. 31 października wystąpił w Moskwie podczas ponownego otwarcia opery Helikon.
12 października 2015 został uhonorowany orderem Aleksandra Newskiego za zasługi w rozwijaniu narodowej kultury i sztuki. 10 września 2017 roku otrzymał Order „Za zasługi dla Ojczyzny” IV klasy.
Zmarł 22 listopada 2017 r. w Londynie, po dwuipółletniej walce z guzem mózgu. W testamencie wyraził wolę kremacji (nieuznawanej przez Cerkiew Prawosławną) i pochówku w dwóch miejscach – w Moskwie i rodzinnym Krasnojarsku. Decyzją władz część jego prochów spoczęła na Cmentarzu Nowodziewiczym w Moskwie, który jest miejscem pochówku wielu znamienitych rosyjskich artystów. Pogrzeb odbył się 28 listopada. Dzień wcześniej miało miejsce pożegnanie artysty w sali Czajkowskiego moskiewskiej filharmonii i kremacja.

## Życie prywatne
Dwukrotnie żonaty. W latach 1991–2001 ze Swietłaną Iwanową, byłą baletnicą krasnojarskiego teatru, w którym para poznała się w 1986 r. W 1996 urodziły im się bliźniaki – Aleksandra i Daniel. Chworostowski adoptował również Marię, córkę Swietłany z poprzedniego związku. Ich małżeństwo rozpadło się. Była żona artysty zmarła na sepsę 31 grudnia 2015 r. Od 2001 żonaty z Florence Illi, szwajcarską pianistką i śpiewaczką. Z tego związku na świat przyszło dwoje dzieci – Maksim (ur. 2003) i Nina (ur. 2007).